# Операције са исказима
На исказима се могу примењивати стандардне логичке операције.

## Дисјункција
Дисјункција редом исказа  и  је исказ "p или q", у ознаци {\displaystyle p\vee q}, који је тачан акко је бар једна од исказа p, q тачан.

## Конјункција
Конјункција редом исказа  и  је исказ "p и q", у ознаци {\displaystyle p\wedge q}, који је тачан акко су оба исказа p и q тачни.

## Импликација
Импликација редом исказа  и  је исказ „ако p онда q", у ознаци {\displaystyle p\Rightarrow q\,}, који је нетачан акко је p тачан, а q нетачан.

## Еквиваленција
Еквиваленција редом исказа  и  је исказ "p ако q", у ознаци {\displaystyle p\Leftrightarrow q\,}, који је тачан акко су или оба исказа тачна или оба исказа нетачна.

## Негација
Негација исказа p је исказ „не p", у ознаци {\displaystyle \neg p\,}, који је тачан акко је p нетачан.

## Алтернација
Алтернација (искључна дисјункција или ексклузивна дисјункција) редом исказа  и  је исказ „или p или q", у ознаци {\displaystyle p\Uparrow q\,} који је тачан акко је један исказ тачан а други исказ нетачан.